# Artaxias I
Artaxias I (armeniska: Արտաշես Առաջին, Artasjes Aradzjin) var kung över Armenien från 190 till 159 före Kristus. Han gjorde som satrap i det seleukidiska riket uppror och förklarade Armenien åter självständigt och grundade Artaxiaddynastin. 
Han grundade staden Artasjat som huvudstad 166 före Kristus vid Araksfloden. Han är omnämnd i verk av Plutarkos och Strabon.
Artaxias I var gift med Satenik, som var dotter till kungen Alan. De hade sex barn, bland andra kungarna Artavasdes I och Tigranes I.